# Útok v Krasnogorsku
Útok v Krasnogorsku byl teroristický útok, který se odehrál dne 22. března 2024 večer v hudebním sále Crocus City Hall obchodního centra Krokus Siti (před koncertem skupiny Piknik) v Krasnogorsku, městě na západním okraji Moskvy. Došlo k masové střelbě a výbuchu. Podle agentury RIA Novosti nejméně tři maskovaní ozbrojenci v bojových uniformách zahájili palbu z automatických pušek na dav čekající na koncertní vystoupení. Útočníci také použili výbušniny a založili požár.
Při útoku zemřelo 145 lidí (včetně šesti dětí) a 551 jich bylo zraněno. Příčinou smrti byla zejména střelná zranění a otrava zplodinami hoření.
K útoku došlo dva týdny poté, co americké velvyslanectví v Moskvě varovalo před možným útokem extremistů na velká shromáždění. Vladimir Putin označil 19. března varování Západu za pokus o destabilizaci ruské společnosti a nazval je zjevným vydíráním.
K útoku se přihlásil Islámský stát-Chorásán, odnož teroristické organizace Islámský stát. Po útoku byli zadrženi čtyři tádžikistánští občané identifikovaní jako Saidakrami Murodali Rachabalizoda, Dalerdzhon Barotovich Mirozojev, Šamsidin Fariduni a Muhammadsobir Fajzov. 24. března 2024 vzal moskevský soud všechny jmenované do vazby. Na stejný den byl zároveň v Rusku vyhlášen státní smutek. Od 4. srpna 2025 probíhá s vyloučením veřejnosti soud s 19 obviněnými (4 obvinění pachatelé a 15 obviněných spolupachatelů). 